# RT-70

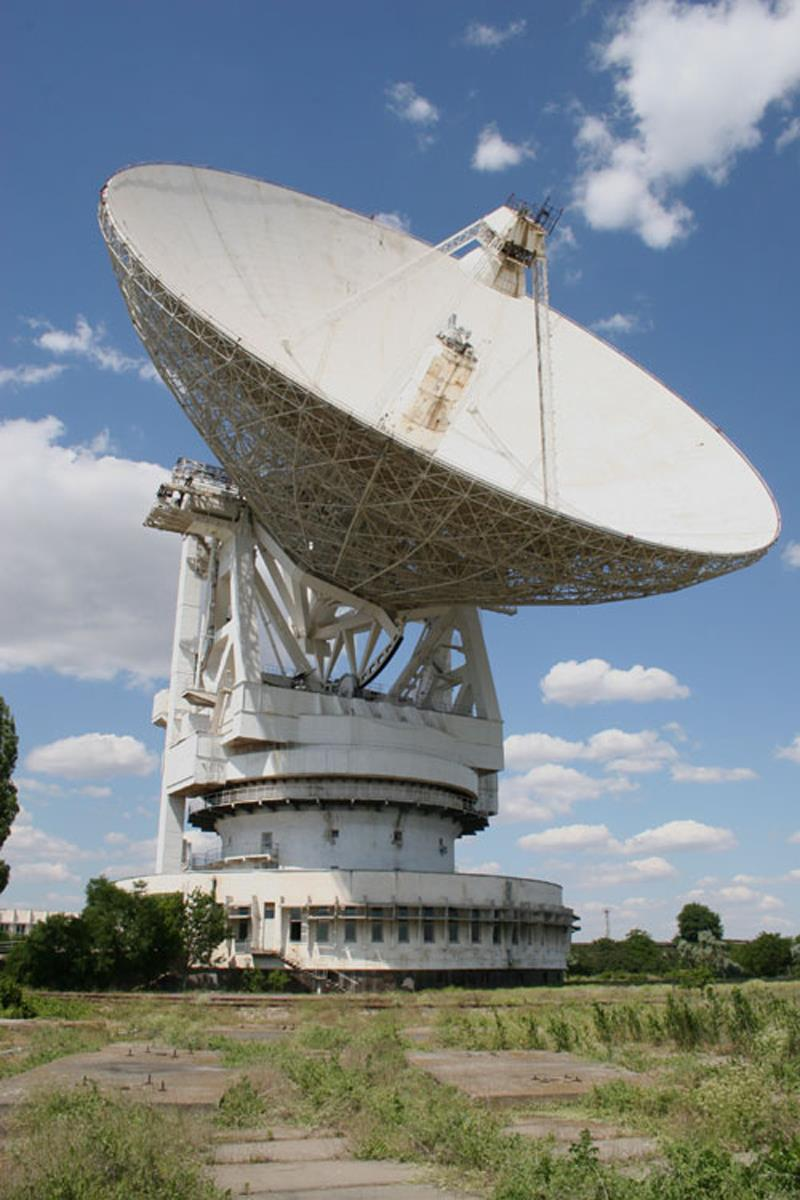
70-m aérea P-2500 (RT-70 radio-telescopio) en Eupatoria.

Hay tres radiotelescopios designados RT-70, todos en los países que alguna vez fueron parte de la antigua Unión Soviética, todos con características muy similares: con platos de 70 m y un rango de operación de 5-300 GHz. El telescopio Eupatoria también se ha utilizado como un telescopio radar de observación de desechos espaciales y asteroides.
Con su diámetro de la antena de 70 metros, se encuentran entre los radiotelescopios más grandes del mundo.
Ellos son:
- el radio telescopio Eupatoria RT-70 en el Centro de Comunicaciones del espacio profundo o el Centro Occidental de las Comunicaciones del espacio profundo (Eupatoria, Crimea, Ucrania).
- el radio telescopio Galenki RT-70 en el Centro Este de Comunicaciones del espacio profundo (Galenki, Rusia).
- el radio telescopio Suffa RT-70 en el Observatorio Suffa Radio (meseta de Suffa, Uzbekistán).